# بينالي الفنون الإسلامية

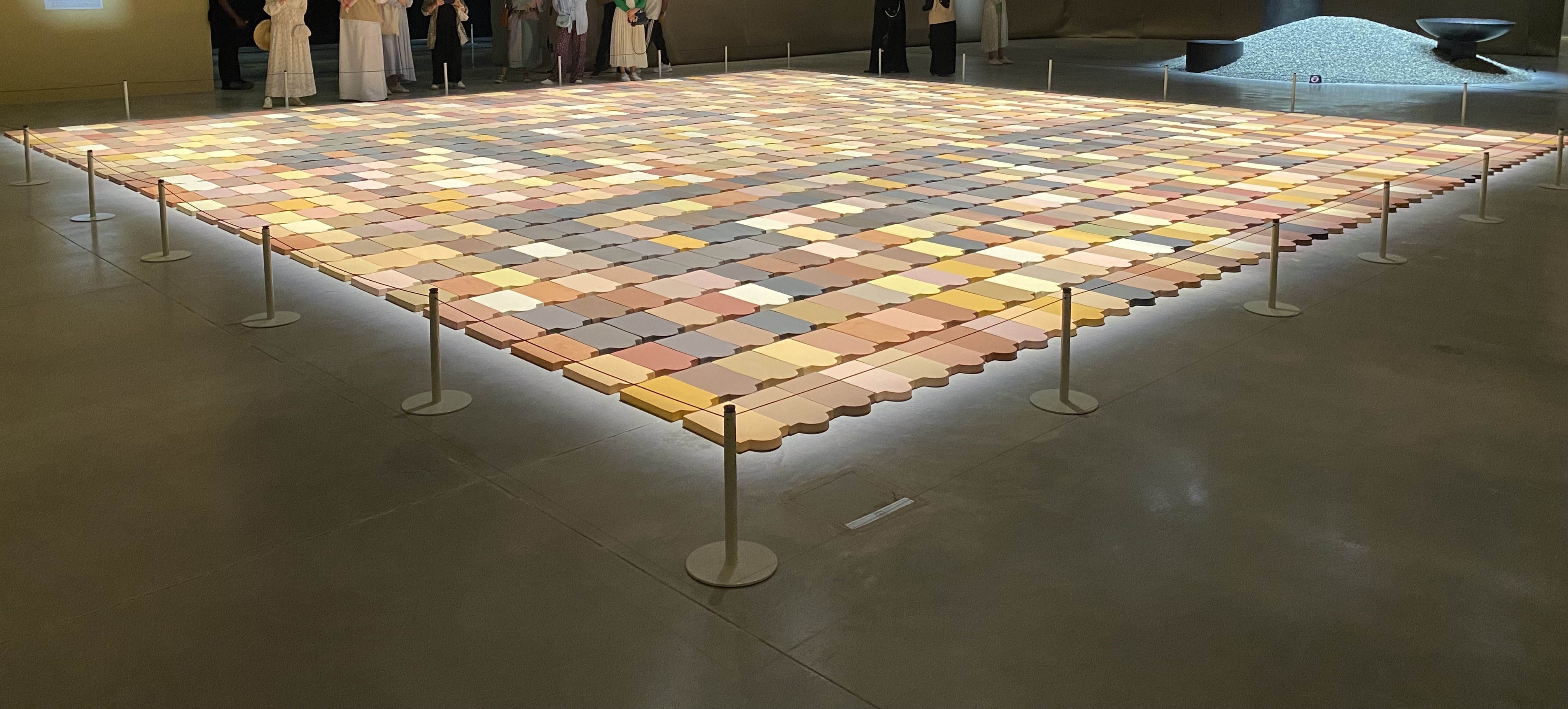
عمل فني في بينالي الفنون الإسلامية بجدة 2023

بينالي الفنون الإسلامية هو حدث فني يتكرر كل سنتين. حدثت النسخة الافتتاحية منه في صالة الحجاج الغربية بمطار الملك عبدالعزيز الدولي بجدة خلال الفترة من 23 يناير إلى 23 أبريل 2023م، تحت عنوان «أول بيت». والبينالي من تنظيم مؤسسة بينالي الدرعية، ويهدف إلى أن يكون منصة لدعم الفن الإسلامي والحفاظ على الحرف والمهارات التقليدية وإبراز التراث الإسلامي.

## التاريخ

### بينالي الفنون الإسلامية 2023
أقيم على مساحة تزيد عن 118 ألف متر مربع تحت شعار "أول بيت"، وتضمن أعمال نحو 40 فناناً، بمجموع أعمال يصل لما يقارب 280 قطعة أثرية معارة من مؤسسات محلية ودولية.
وتتمحور النسخة الأولى من البينالي على موضوعين رئيسين: القبلة، الهجرة.

### القيمون الفنيون للبينالي:
يضم فريق القيّمين الفنيّين والإبداعيّين للبينالي الفنون الإسلامية:
- سيمة فالي: مهندسة معمارية والشريكة المؤسِّسة والمديرة لمكتب الهندسة والبحوث المعمارية كونترسبيس
- د. أمنية عبد البر: مهندسة معمارية ومؤرّخة في مجال الفنون والعمارة الإسلامية، وتحمل زمالة صندوق بركات بمتحف فيكتوريا وألبرت، وترأس قسم التنمية في المؤسسة المصرية لإنقاذ التراث
- د. سعد الراشد: أستاذ علوم الآثار الإسلامية في كلية الآداب بجامعة الملك سعود، وشغل منصب وكيل وزارة التربية والتعليم لشؤون الآثار والمتاحف في السعودية.
- د. جوليان رابي: المدير السابق للمتحف الوطني للفنون الآسيوية التابع لمؤسسة سميثسونيان في واشنطن العاصمة. وعمل محاضرًا في مجال الفنون الإسلامية بجامعة أكسفورد لمدة 22 عامًا.

| الفنانون المشاركون             | الفنانون المشاركون                 | الفنانون المشاركون                |
| ------------------------------ | ---------------------------------- | --------------------------------- |
| إيغشان آدامز جنوب إفريقيا      | لبنى شودري تنزانيا المملكة المتحدة | معتز نصر مصر                      |
| العمارة المدنية البحرين الكويت | بيا عثماني تونس                    | ريم الفيصل السعودية               |
| يزيد أولاب الجزائر             | عادل القريشي السعودية              | عبد الرحمن الشاهد مصر             |
| ناصر السالم السعودية           | عالية فريد الكويت بورتوريكو        | قمر الزمان شادين بنغلاديش         |
| بسمة فلمبان السعودية           | وائل شوقي مصر                      | سارة العبدلي السعودية             |
| مهند شونو السعودية             | رند العربي السودان                 | هارون جان – سالي جنوب إفريقيا     |
| نورة العيسى السعودية           | زياد جمال الدين لبنان              | ستوديو باوند السعودية             |
| إدريس خان المملكة المتحدة      | سين معماريون السعودية              | فرح بهبهاني الكويت                |
| جيمس ويب جنوب إفريقيا          | سلطان بن فهد السعودية              | هدى لطفي مصر                      |
| مبارك بوحشيشي المغرب           | أحمد ماطر السعودية                 | أيمن زيداني السعودية              |
| هارون ميرزا المملكة المتحدة    | فتيحة الزموري                      | بريك لاب السعودية                 |
| سكينة أبو العلا المغرب         | دال – مختبر الفن الرقمي السعودية   | نورة السايح هولتروب فلسطين        |
| لين عجلان السعودية             | شاهبور بويان إيران                 | إيهاب قرمازي تونس                 |
| ديما سروجي فلسطين              | معاذ العوفي السعودية               | ياسمين لاري باكستان               |
| أيمن يسري ديدبان السعودية      | سارة إبراهيم السعودية              | جوزيف نعمة الولايات المتحدة لبنان |

### بينالي الفنون الإسلامية 2025
- أقيمت النسخة الثانية من بينالي الفنون الإسلامية في مدينة جدة في الفترة بين 25 يناير إلى 25 مايو 2025م، وافتتحت مؤسسة بينالي الدرعية النسخة الثانية من البينالي في صالة الحجاج الغربية بمطار الملك عبد العزيز الدولي تحت عنوان "وما بينهما".[5]
- عرض البينالي في نسخته الثانية، عددًا أكبر من الأعمال الفنية المعاصرة، وزاد من التوسع في تأكيد على مكانته بصفته منصة مركزية عالمية للفنون الإسلامية، إذ يجمع أعمالًا مُعارة من أبرز المؤسسات العالمية المتخصصة في الفنون الإسلامية، من تونس إلى طشقند، ومن تمبكتو إلى يوغياكارتا. وتضمنت الأعمال المُعارة تحفًا أثرية وقطعًا تاريخية ومقتنيات إسلامية ثمينة، وأعمالًا فنية من عدة مؤسسات متخصصة منها متحف اللوفر (باريس)، ومتحف فكتوريا وألبرت (لندن)، إضافة إلى مجموعات متخصصة في الفنون والثقافات الإسلامية قادمة من معهد أحمد بابا للدراسات العليا والبحوث الإسلامية (تمبكتو)، ومتحف الفن الإسلامي (الدوحة)، والمعهد التركي للمخطوطات (إسطنبول)، كما يجمع البينالي مؤسسات من السعودية منها مركز الملك عبد العزيز الثقافي العالمي بالظهران، ومجمع الملك عبد العزيز للمكتبات الوقفية بالمدينة المنورة، ومكتبة الملك فهد الوطنية بالرياض.
- شهدت النسخة الثانية العرض الأول من نوعه لكامل كسوة الكعبة خارج مكة المكرمة، ففي الوقت الذي تخاط فيه كسوة جديدة للكعبة سنويًا، يعرض البينالي الكسوة التي ازدانت بها الكعبة المشرفة العام الماضي.
- ضم البينالي أعمالًا فنية معاصرة لأكثر من 30 فنانًا من المملكة ودول الخليج ومختلف أنحاء العالم، وتشمل هذه المشاركة 29 عملًا فنيًا جديدًا بتكليف من مؤسسة بينالي الدرعية.
- تألف بينالي الفنون الإسلامية في نسخته الثانية من سبعة أقسام فريدة هي: (البداية، المدار، المقتني، المظلّة، المكرّمة، المنوّرة، والمصلّى)، وتتوزع عبر صالات عرض ومساحات خارجية، تمتد على مساحة 100,000 متر مربع.[6]

القيمون الفنيون للبينالي:
- الدكتور جوليانرابي.
- الدكتور أمين جعفر.
- الدكتور عبد الرحمن عزام.
- القيم الفني لأعمال الفن المعاصر الفنان السعودي مهند شونو.[7]